# Ricardo López Felipe
Ricardo López Felipe, kurz Ricardo, (* 30. Dezember 1971 in Madrid) ist ein ehemaliger spanischer Fußballspieler und heutiger -trainer.

## Spielerkarriere

### Anfänge in Spanien
Ricardo, der aus der Jugend von Atlético stammt, schaffte über die 2. Mannschaft der „Rojiblancos“ den Sprung in den Profifußball. Von 1995 bis 1998 spielte er gelegentlich für das erste Team, war jedoch zu meist Ersatzkeeper. Die folgenden vier Jahre verbrachte er mit aufsteigender Tendenz bei Real Valladolid, so dass er sogar für die WM 2002 in Japan und Südkorea nominiert wurde (er blieb jedoch als 2. Torwart ohne Einsatz).

### Manchester United
Schließlich verpflichtete ihn Manchester United als Ersatztorwart hinter dem Franzosen Fabien Barthez mit der Möglichkeit in absehbarer Zeit selbst im Tor zu stehen. In den 3 Jahren, in denen Ricardo bei Man Utd. unter Vertrag stand, kam er dennoch nur auf einen einzigen Ligaeinsatz. Während der Saison 2003/2004 wurde er gar an den spanischen Erstligisten Racing Santander ausgeliehen, nachdem mit Tim Howard ein weiterer Nationaltorwart bei Man Utd. verpflichtet wurde.
Im Jahr 2005 kam dann das endgültige Ende für Ricardo, der sich unbedingt durchsetzen wollte, da der Niederländer Edwin van der Sar vom FC Fulham als neue Nummer 1 verpflichtet wurde und für Ricardo nur die ungeliebte Position als Nr. 3 in der Torwartrangfolge geblieben wäre.

### Rückkehr nach Spanien
In CA Osasuna fand er einen Club, der ihm die Chance gab sich in der Primera División zu beweisen und diese Chance nutzte er. Von 2005 bis 2012 war er Stammtorwart. Nach über 200 Pflichtspielen beendete er im Sommer 2012 im Alter von 40 Jahren seine Laufbahn. Anfang 2013 stellte er sich noch einmal als Ersatztorhüter zur Verfügung, nachdem sich Asier Riesgo, die etatmäßige Nummer zwei, verletzt hatte. Am letzten Spieltag der Saison 2012/13 kam er noch zu einem Kurzeinsatz.

## Trainerkarriere
Nach dem Ende seiner aktiven Laufbahn wurde Ricardo im Sommer 2014 Torwarttrainer bei der japanischen Nationalmannschaft. Bis Sommer 2016 arbeitete er unter Javier Aguirre und dessen Nachfolger Vahid Halilhodžić. Anfang 2018 wurde er Cheftrainer von Racing Ferrol in der Segunda División B, konnte den Abstieg des Klubs aber nicht verhindern.